# Marvel: Ultimate Alliance 2
Marvel Ultimate Alliance 2, anteriormente conocido como Marvel Ultimate Alliance: Fusion (y actualmente abreviado como MUA2), es el segundo videojuego de la saga de Marvel: Ultimate Alliance, la cual ha sido desarrollada por Vicarious Visions Alchemy. Su historia trata sobre las novelas gráficas Secret Wars y Civil War, publicadas por Marvel Comics. Aunque la jugabilidad es muy similar a su predecesor, contiene algunas novedades.

## Sinopsis
Un tráiler lanzado en E3 muestra una operación militar originaria de Latveria, hogar del maestro villano el Doctor Doom. "La historia comienza con la Guerra Secreta. Estamos usando la invasión de Nick Fury a Latveria como un punto de partida. El resto de la historia se deriva de las consecuencias de esas acciones," afirma Dan Tanguay, director creativo de Vicarious Visions.
El juego sigue la línea argumental de la Guerra Civil: una lucha entre héroes y villanos causa una explosión en Stamford, Connecticut, matando a 612 civiles (entre ellos varios niños en edad escolar). El gobierno califica el incidente de "negligencia superheroica", y el público exige un Acta de Registro Super Humano. El Gobierno aprueba la ley, y todos los meta-humanos se ven obligados a cumplir o incumplir la ley. En el juego, los jugadores pueden elegir entre el lado Pro-Registro, encabezado por Iron Man y Mr. Fantástico, o el lado anti-Registro, encabezado por el Capitán América y Luke Cage. Varios otros personajes están "bloqueados" en un lado específico.
Pájaro Cantor está bloqueada en el lado Pro-Registro para las versiones de PS3 y 360, con Ms. Marvel y Thor bloqueados en el lado Pro-Registro para la PS2, PSP y Wii. Puño de Hierro está bloqueado en el lado Anti-Registro para la PS3 y Xbox 360, con Daredevil y Tormenta bloqueados en el lado Anti-Registro para la PS2, PSP y Wii. Estos diez personajes están bloqueados en su lado específica, pero los otros son controlables en ambos lados del conflicto. Múltiples finales están disponibles, y están determinados por el lado elegido al inicio del juego. Tanguay afirmó que la historia se centra en las consecuencias de la Guerra Civil.

### Trama
El juego comienza un año antes de la línea argumental principal de la Guerra Civil. El coronel Nick Fury está liderando un equipo compuesto por el Capitán América, Iron Man, Spider-Man, y Wolverine, además de varios otros superhéroes, en un ataque no autorizado sobre el Castillo Doom en Latveria después de descubrir que la primera ministra electa Lucia von Bardas estaba suministrando armas al Chapucero que a su vez las proporciona a súper villanos. El Presidente se mantiene firme contra el ataque ya que Von Bardas ha estado estableciendo relaciones amistosas con ellos. El ataque tiene éxito y el Castillo Doom es reducido a escombros, con Von Bardas tomada por muerta.
La escena se traslada a la actualidad. Ms. Marvel es reportada como desaparecida después de haber sido enviada a recuperar inteligencia sobre actividad delictiva sospechosa. Un equipo es enviado a investigar y encontrarla siendo interrogada por el Conmocionador. También descubren que el ejército latveriano planea destruir una gran parte de América, dirigidos por una Von Bardas cyborg. El grupo frustra su plan, pero muchas cuadras de la ciudad son destruidas en el proceso, lo que llevó al gobierno a considerar el Acta de Registro Superhumano (ARS). A la luz de este incidente, Nick Fury desaparece, dejando a la agente de S.H.I.E.L.D. Maria Hill a cargo. Tres días más tarde, durante una transmisión de Los Nuevos Guerreros, Nitro crea una gran explosión, matando a más de 600 civiles en el proceso, y provocando la inmediata implementación del ARS. El Capitán América, que se opone a la ley, pasa a la clandestinidad, junto con varios otros superhéroes y agentes de S.H.I.E.L.D., formando un grupo llamado "La Estrella Blanca". En este punto, la historia se ramifica en dos segmentos; Anti-Registro y Pro-Registro, dependiendo de la elección del jugador. Para ayudarlos, el grupo Pro-Registro desarrolla tecnología de nanocitos para utilizar como control mental sobre los súper villanos, aumentando sus filas.
Los dos arcos argumentales convergen cuando Iron Man finge una situación de rehenes en una planta química propiedad de Industrias Stark. Allí, intenta negociar con el Capitán América, prometiendo amnistía. El Capitán América se niega y se produce una batalla entre las dos facciones. Los supervillanos controlados por nanocitos enloquecen y atacan a los agentes de S.H.I.E.L.D. que debían ayudar, robando explosivos para destruir la instalación. Fury, disfrazado como uno de los agentes, pide la ayuda del grupo para repeler a Venom III y el Duende Verde mientras él desarma las bombas. Él se ve frustrado por Venom mientras intenta desarmar la última. La explosión resultante hiere a muchos superhéroes a quienes Fury rescata. El grupo se entera de que el Fury que vieron era uno de sus androides. Él logra obtener la ayuda del Chapucero para descubrir la causa de la falla.
El grupo es entonces enviado a la prisión de la Zona Negativa, donde los superhéroes rebeldes y supervillanos que han sido capturados están encerrados, para obtener una muestra de la fórmula de nanocitos. Ellos recogen las muestras y Fury activa el sistema de autodestrucción para evitar la propagación de los nanocitos. La mayoría de los superhéroes involucrados escapan, pero el destino de Fury es desconocido. El equipo descubre que los nanocitos sobrevivieron y se han extendido en todo el mundo. Como resultado, el acta de registro se suspende, uniendo los dos equipos. Ellos se dividen en diferentes grupos, con el grupo principal viajando a Wakanda, hogar de Pantera Negra. Le ayudan a defender al país de los agentes nanocitos, ahora bajo el nombre de "El Redil", y en el proceso curan a Venom y al Duende Verde de los nanocitos. También descubren que Nick Fury ha sido tomada por el Redil. Los héroes establecen una base en Wakanda, descubriendo que el Redil no puede comprender la inteligencia de Furia en este, por lo que queda temporalmente a salvo de los ataques de nanocitos. Con el fin de detener al Redil, los héroes se infiltran en una base en Islandia para transmitir una señal de estasis de nanocitos que paralizará a aquellos en su control, permitiéndoles ser curados. En la culminación de su misión, el equipo se enfrenta al Chapucero, que estaba detrás del Redil todo el tiempo, y luego a un Nick Fury controlado por nanocitos mejorado con nanocitos adicionales. Después de derrotar a Fury, el juego tiene uno de dos finales dependiendo del lado que el jugador ha elegido: en el final Pro-Registro, la ARS es modificada, en el final Anti-Registro, es derogada.

## Personajes
El juego incluye algunos personajes específicas del formato, y los desarrolladores planean lanzar personajes adicionales como contenido descargable. Además, cada personaje en la PS3 y Xbox 360 tiene un traje alternativo que puede ser desbloqueado durante el transcurso del juego. Stan Lee, cocreador de Marvel Comics y creador de muchos de los personajes, también presta su imagen y voz al senador de Nueva York Lieber, lo que marca la primera vez que Stan ha hecho una aparición física en un videojuego El 1 de abril de 2009, Tía May fue anunciada que sería un personaje jugable en el sitio web oficial, como parte de un chiste del Pescado de abril.
Varios personajes aparecen también como jefe de batallas a través del juego, tales como luchar contra Iron Man si el jugador escoge el camino de Lucha contra el Registro, o se enfrenta al Capitán América en el camino de Pro-Registro. Otros jugables son desbloqueados al derrotarlos, como Deadpool, Duende Verde y Venom. Juggernaut estaba disponible como un incentivo adicional pre-ordenado para la PlayStation 3 y Xbox 360. Un parche fue lanzado para permitir jugar a aquellos que no tienen a Juggernaut instalado con otras personas que tienen el personaje. El 9 de octubre de 2009, se anunció el contenido descargable para PlayStation 3 y Xbox 360, que incluye nuevos personajes y misiones cómics 360. Fue lanzado el 5 de noviembre de 2009 por $ 9.99/800 MSP para PlayStation 3 y Xbox 360, respectivamente. Además, una vez el pre-ordenado personaje en exclusiva Juggernaut estaba disponible por $ 1.99/160MSP. El contenido se retiró de ambas redes el 31 de diciembre de 2009, con Activision reclamando que el contenido era "una oferta por tiempo limitado". El 1 de julio de 2010 Activision volvió a publicar el contenido descargable en Xbox Live y PlayStation Network poco después, en Xbox Live se lanzó el 3 de julio de 2010 y en PlayStation Network se lanzó el 20 de julio de 2010. Los jugadores pueden comprar tanto el paquete de cinco personajes de DLC y el pre-ordenado personaje Juggernaut por el mismo costo mencionado anteriormente. Activision, sin embargo, estipula que el DLC sólo estaría disponible hasta el 31 de diciembre de 2010.
| Personajes jugables                                                                                          | Personajes jugables                                                                                                  | Personajes jugables                                                          | Personajes jugables                                                                   | Personajes jugables                                                                          |
| En común | En común | En común                                                                     | Exclusivamente para el sistema                                                        | Exclusivamente para el sistema                                                               |
| --- | --- | ---------------------------------------------------------------------------- | ------------------------------------------------------------------------------------- | -------------------------------------------------------------------------------------------- |
| - Capitán América - Daredevil - Deadpool - Gambito - Duende Verde - Hulk - Antorcha Humana - Hombre de Hielo | - Mujer Invisible - Iron Man - Jean Grey - Luke Cage - Mr. Fantástico - Ms. Marvel - Nick Fury Nanocito - Penitencia | - Pájaro Cantor - Spider-Man - Tormenta - La Cosa - Thor - Venom - Wolverine | - Pantera Negra - Blade - Cable - Carnage - Cíclope - Puño de Hierro                  | - Juggernaut - Magneto - Psylocke - Vigía - She Hulk                                         |
| Jefes en común                                                                                               | |                                                                              |                                                                                       |                                                                                              |
| - A-Bomb - Hombre Absorbente - Coloso - Bullseye - Iguana - Electro - Equinox                                | - Estrella de Fuego - Gárgola Gris - Segador - Havok - Justicia - Lucia von Bardas - Lagarto                         | - Hombre Mono - Hombre Ígneo - Piedra Lunar - Nick Fury Nanito - Quicksilver | - Hombre Radioactivo - Escorpión - Quemador - She Hulk - Conmocionador - Spider-Woman | - Chapucero - Hombre de Titanio - Torbellino - Soldado de Invierno - Mago - Hombre Maravilla |
| Jefes Contra el Registro                                                                                     | Jefes Contra el Registro                                                                                             | Jefes Pro-Registro                                                           | Jefes Pro-Registro                                                                    | Otros personajes                                                                             |
| - Bishop - Viuda Negra - Bullseye - Dama Mortal - Hombre Ígneo                                               | - Hombre Múltiple - She Hulk - Máquina de Guerra - Hombre Maravilla - Yellow Jacket                                  | - Cable - Capa - Coloso - Daga - Estrella de Fuego - Goliat                  | - Hércules - Patriota - Prodigio - Hombre Múltiple - Spider-Woman                     |                                                                                              |

## Jugabilidad
Este juego contiene muchos elementos de su predecesor. Le permite al jugador seleccionar un grupo determinado de cuatro personajes. Se puede también jugar de hasta cuatro jugadores, y en las consolas PS3 y XBox 360 hay un sistema de juego on-line. A medida que se adquieren puntos, el personaje sube de nivel, lo que le permite desbloquear nuevas habilidades. La jugabilidad tiene varias innovaciones, como la posibilidad de responder agresiva, diplomática, o defensivamente a los personajes con los que se habla en las versiones de XBox 360 y PS3, o como la posibilidad del jugador de situarse entre el Anti-Registro, o el Pro-Registro durante la Guerra Civil. Para las consolas XBox 360 y PS3, los personajes pueden ser seleccionados desde cualquier lugar en el menú de pausa, y hacer lo mismo con guardar una partida. Además, aunque no haya muchas más fichas que en el Marvel: Ultimate Alliance, en las versiones de PS3 y XBox 360 ha cambiado el diseño y el modo de adquirirlas; por ejemplo, Penitencia debe ser atacado por sus enemigos una determinada cantidad de veces para adquirir una ficha personal, porque él debe sufrir dolor antes de usar sus poderes. La mayor novedad en la jugabilidad de este juego son las fusiones, que son la combinación de poderes entre dos personajes para formar un ataque más potente. Hay una fusión única entre cada personaje; por ejemplo, Tormenta, puede crear un tornado de fuego con la ayuda de La Antorcha Humana.

## Desarrollo
El videojuego fue oficialmente anunciado a la prensa por Activision el 8 de febrero de 2008. En el E3 2008, su nombre fue anunciado como "Marvel: Ultimate Alliance 2: Fusion", pero más tarde fue acortado a su actual nombre. El 5 de febrero de 2009, se mostró por primera vez un tráiler que revelaba la aparición de la Guerra Civil. Un año después del anunciamiento oficial del juego a la prensa, se presentó el juego en el New York Comic Con, donde los jugadores pudieron superponerse en el fondo del juego por medio de una pantalla verde. El videojuego salió a la venta el 15 de septiembre de 2009. 

Vicarious Visions mejoró, en los sistemas de PS3 y Xbox 360, en varias formas el motor de funcionamiento de Alchemy, tales como un nuevo sistema de sonido 3D, añadiéndole Havok Physics Technology, y capacitando a los personajes jugables a sostener diálexclusivos con otros. Los desarrolladores también crearon un blog de desarrollo que es actualizado cada dos meses, donde se responden preguntas que haga la gente.

La versión de Nintendo DS, Ps2, y Wii fue desarrollada por n-Space, y la versión de PS2 fue transportada a PSP por Savage entertainment. Para esta versión se utilizó la versión del motor Alchemy 3.5, junto con un equipo de alrededor de treinta personas trabajando durante trece meses. El juego en línea para Wii no se ha desarrollado debido a las limitaciones de tiempo. Además de tener gráficos inferiores a la otra versión, varias cosas han sido omitidas, como un cameo de Stan Lee, los diálogos exclusivos de cada personaje, y la opción libre de cambiar a cualquier personaje en cualquier momento. Estos desarrolladores también crearon un blog, con las mismas funciones del de Vicarious Visions.

## Recepción
El juego ha sido recibido, generalmente, de manera positiva a los críticos, obteniendo una puntuación de 7,6 en GameRankings. Metacritic actualmente insiste en que la puntuación adecuada sería de 7,3. Los críticos de Gamespot elogiaron la acción, historia y desbloqueables, pero declaró también que hay algunas "rarezas técnicas", y que "los elementos RPG fueron despojados". Sin embargo, 1UP lo criticó de manera más dura diciendo que era "como Ben Reilly, casi, pero no tan bueno como el original", criticando que sólo hay un traje alternativo, y diciendo que Raven Software regrese como desarrollador, o que Vicarious Visions aprenda de sus errores. Pero sin embargo elogió la "historia más coherente" y las fusiones entre personajes. IGN le dio una puntuación de 7,7, pero no sin criticar la gran similitud con su predecesor, la mala selección de voces, y las débiles escenas CG.

Llegando a una conclusión de todas las críticas en común, al videojuego le corresponde la calificación de .